# Eduardo Paes
Eduardo da Costa Paes (Rio de Janeiro, 14 de novembre de 1969) és un polític brasiler membre del Partido do Movimento Democrático Brasileiro (PMDB). Fou batlle de Rio de Janeiro entre 2009 i 2017. És net d'una catalana exiliada a Amèrica arran de l'ocupació franquista de Catalunya.
El 2020, es tornà a presentar a les eleccions a la batllia de Río de Janeiro, resultant escollit amb el 64,41% dels vots en segona volta. Guanyà al aleshores batlle, Marcelo Crivella, que obtingué el 35,90% dels vots.